# Annemarie Reffert
Annemarie Reffert  (* 5. April 1943 in Eckartsberga) war die erste Person aus der DDR, die nach der Verkündung der Grenzöffnung 1989 ohne größere Formalitäten die Grenze zur Bundesrepublik Deutschland überquerte.

## Leben
Sie fuhr am 9. November 1989 sofort nach der Verkündung der „Neuen Reiseregelung“ durch das damalige Politbüromitglied Günter Schabowski (gegen 19 Uhr) auf der Autobahn Berlin-Helmstedt in Richtung Grenzübergangsstelle (GÜSt) Marienborn. Zusammen mit ihrer damals sechzehnjährigen Tochter Juliane erreichte sie gegen 21.15 Uhr die Ausreise. Sie berief sich auf die live im Fernsehen übertragene Pressekonferenz und wollte „bloß gucken, ob die Grenze offen ist“. Erst etwa 15 Minuten später wurden in Berlin die ersten Grenzübergänge geöffnet. Bei ihrer Rückkehr in derselben Nacht wurde sie von westdeutschen Fernsehjournalisten interviewt und betonte, zwar noch öfter zu Besuch kommen zu wollen, „aber niemals ganz“.
Annemarie Reffert studierte Humanmedizin an den Universitätskliniken in Budapest und Magdeburg, assistierte ein Jahr am Kreiskrankenhaus in Rudolstadt und wurde am Institut für Pharmakologie der Medizinischen Akademie Magdeburg promoviert. Nach der Facharztprüfung auf dem Gebiet der Anästhesiologie im Jahr 1971 trat sie am 1. April 1973 die Stelle der Chefärztin für Anästhesie am Fachkrankenhaus (Gommern)-Vogelsang an. Hier arbeitete sie bis zu ihrem Ruhestand im April 2008. Sie war von März 1990 bis Dezember 2006 in Gommern Stadträtin für die SPD.
Annemarie Reffert ist die Mutter des Autors und Dramatikers Thilo Reffert, der die Fahrt seiner Mutter 2009 in seinem Hörspiel Die Sicherheit einer geschlossenen Fahrgastzelle vertonte. Das Werk wurde mit dem Hörspielpreis der Kriegsblinden ausgezeichnet.